# آنتون، کنتاکی
آنتون (به انگلیسی: Onton) یک منطقهٔ مسکونی در ایالات متحده آمریکا است که در شهرستان وبستر، کنتاکی واقع شده‌است. آنتون ۱۴۵٫۰۹ متر بالاتر از سطح دریا واقع شده‌است.